# 취성의 가르간티아
《취성의 가르간티아》(일본어: 翠星のガルガンティア)는 오케아노스 원작의 메카닉 애니메이션이자 일본에서 제작한 오리지널 애니메이션이다. 우로부치 겐이 시리즈 구성과 각본을 맡았으며 Production I.G에서 제작하였다.

## 개요
각본가의 말에 의하면 학교를 졸업하고 사회로 처음 나가게 되는 이들에게 주는 메시지를 표방한다는 작품으로 메카닉이라는 내용 속에 현실 속 사회에 대한 반영을 담았으며 사회로 나가서 어렵고 힘든 싸움을 하게 될 사회 초년생들에게 보내는 치유 애니메이션이라고 밝혔다. 또한 국내의 상황으로 따지자면 군대에 입대하여 전역 후 사회로 복귀하게 될 예비군 및 전역 군인들도 여기에 포함되는 격이라 할 수 있다.

## 줄거리
머나먼 미래세계 은하의 끝자락에서 '인류은하동맹'이라는 집단 아래 인류는 괴생명체 '히디어즈'와 싸움을 하고 있었다. 여기에서 끝없는 전투를 하고 있는 소년병 레드는 인간형 기동병기 체임버와 함께 왜곡된 시공에 의해 삼켜져서 표면이 바다에 덮혀져있는 행성 지구로 날아가게 되고 바다 위를 항해하고 있는 거대 선단 '가르간티아'에 정착하게 되면서 낯설어 보이는 지구인들을 만나게 되고 자신이 있었던 은하의 끝자락과는 달라보이는 평화롭고 여유로운 지구의 낯선 분위기를 만나게 된다. 어딘가 모르게 낯설보이는 분위기와 생김새며 언어도 통하지 않는 사람들, 그리고 전투로 일과를 보냈던 분위기와는 전혀 달라보이는 평화롭고 여유로운 분위기에 어쩔 줄 몰라서 당혹감을 느끼기도 하였던 레드. 과연 취성(翠星)이라 불리는 낯선 행성 지구와 바다 위에 떠 있는 거대 선단 가르간티아에 정착하게 된 낯선 이방인 레드는 어떻게 지구에서의 생활을 보내게 될 것인가?

## 등장인물

### 주인공
레드
성우 - 이시카와 카이토 / 앨런 리
본작의 주인공이자 은하의 끝자락에서 기동병기 체임버와 함께 전투로 일과를 보내고 있는 소년병. 우주에서 히디아즈와의 전투 도중 왜곡된 시공에 흡입되어서 체임버와 함께 지구라는 낯선 행성에 들어오게 되었고 그 곳에서 바다 위를 항해하는 거대 선단 가르간티아에 정착하게 된다. 우주에서 전투로 일과를 보내왔던 영향 때문에 지구라는 낯선 행성에서 느껴보게 되었던 평화롭고 여유로워 보이는 모습에 당혹감을 느꼈으며 처음으로 지구인들과 만나게 되었을 때도 낯선 생김새와 통하지도 않는 언어문제로 난관을 겪지만 체임버를 통해서 지구의 언어로 자신의 의사소통을 전달하는 편.

### 가르간티아 선단
에이미
성우 - 카네모토 히사코 / 커샌드라 리 모리스
지구의 선단 가르간티아에서 메신저 역할을 하는 소녀. 처음에 우주에서 날아온 레드에 의해서 인질로 잡히기도 하였지만 나중에는 이런 레드 앞에서 기피성없이 다가가면서 그에게 대화를 시도하고 있다. 글라이더를 타며 하늘을 날아다니기도 한다. 지구와 가르간티아에 대해서 전혀 모르는 레드에게 안내자 역할을 하고 있는 중.
사야
성우 - 카야노 아이
가르간티아에서 에이미와 함께 메신저 역할을 하고 있는 소녀이자 에이미의 친구.
메르티
성우 - 아스미 카나 / 재니스 가와에
가르간티아에서 에이미, 사야와 함께 메신저 역할을 하고 있는 소녀이며 연애 경험이 부족하고 언제나 활발한 성격이다.
벨로즈
성우 - 이토 시즈카 / 줄리 앤 테일러
가르간티아에서 인양업을 하고 있는 여자이며 우주에서 날아온 레드의 체임버를 바다에서 인양한 적도 있고 낯선 이방인인 레드와도 유연하게 대화하였던 여자이다.
리지트(리짓)
성우 - 오오하라 사야카 / 로라 포스트
가르간티아에서 선단장을 보좌하는 보좌관 및 비서로 성실해보이지만 한편으로는 철저하면서 냉정한 이미지가 있다. 처음에는 우주에서 날아온 레드에 대해서 극도로 경계심을 나타내었으나 나중에는 그와도 유연하게 얘기하게 되었던 편.
피니언
성우 - 코니시 카츠유키 / 패트릭 사이츠
가르간티아에서 기계 수리공을 맡고있는 남자로 우주에서 날아온 낯선 병기인 체임버를 과감히 해체하려고 시도했지만 체임버가 자진적으로 거부하였다. 처음에는 레드에 대해서 극도의 경계를 하며 선단장 앞에서 체임버만 남기고 바다에 빠뜨리자는 등 혐오감을 보인듯 하였으나 나중에 가서는 레드와도 어느 정도 사이가 좋아지려는 듯 싶다.
베벨
성우 - 테라사키 유카 / 미셸 러프
에이미의 남동생. 병약한 체질 때문에 와병신세가 잦은 편이지만 평소에 공상과학에 대한 관심이 있는 편으로 우주에서 날아온 레드와도 꺼리낌없이 만나면서 대화를 하기도 하였다.
올덤
성우 - 우메즈 히데유키 / 스티브 맨
가르간티아의 의사로 가르간티아 선단 사람들의 건강을 책임지는 역할을 하고 있는 사람이다. 에이미의 소개로 레드와도 만나게 되었다.
페어락
성우 - 테즈키 히데아키 / 제프리 챌머스
가르간티아의 선단장. 사실상 가르간티아의 총책임자이며 풍부한 경험과 지식을 갖추며 가르간티아 선단을 이끌고 있다. 우주에서 날아온 레드와는 직접 대화하지는 않고 대신 비서인 리지트에게 위임하였던 편.

### 해적단
라케지
성우 - 츠네마츠 마유미 / 조해나 루이스
라케지 해적단의 선장이자 여해적으로 우주에서 날아온 낯선 이방인 레드에 의해서 해적단이 궤멸되자 이에 대한 보복으로 가르간티아를 공격하라는 명령을 내린다.
파라엠
성우 - 타네다 리사
라케지 곁을 지키는 노예이자 왼팔 역할을 하는 여자.
파리누리
성우 - 야마자키 하루카
라케지 곁을 지키는 노예이자 오른팔 역할을 하는 여자.

### 인류은하동맹
쿠겔
성우 - 오노 유키 / 마크 드레이슨
레드의 직속상관이자 은하동맹 소속의 장교이며 계급은 중령.

### 기동병기
체임버
성우 - 스기타 토모카즈 / 매슈 머서
레드가 탑승하게 되는 은하동맹의 기동병기. 무인상태로 있지만 언어를 구사하는 편이며 레드와 함께 왜곡된 시공에 흡입되어 지구로 날아와 가르간티아에 정착하였다. 지구에 대해서 잘 모르는 레드에게 지구에 대한 모든 것을 설명해준다.
스트라이커
성우 - 후지무라 아유미 / 캐런 스트래스먼
은하동맹의 기동병기이자 쿠겔이 탑승하는 병기.